# Perillula reptans
Perillula reptans ist die einzige Art der Pflanzengattung Perillula. Sie wird innerhalb der Familie der Lippenblütler (Lamiaceae) in die Unterfamilie Nepetoideae und dort in die Tribus Elsholtzieae eingeordnet. Die Heimat von Perillula reptans liegt in Japan.

## Beschreibung
Perillula reptans ist eine ausdauernde krautige Pflanze,  die ein kurzes Rhizom als Überdauerungsorgan bildet. Die Laubblätter sind tief gezahnt.

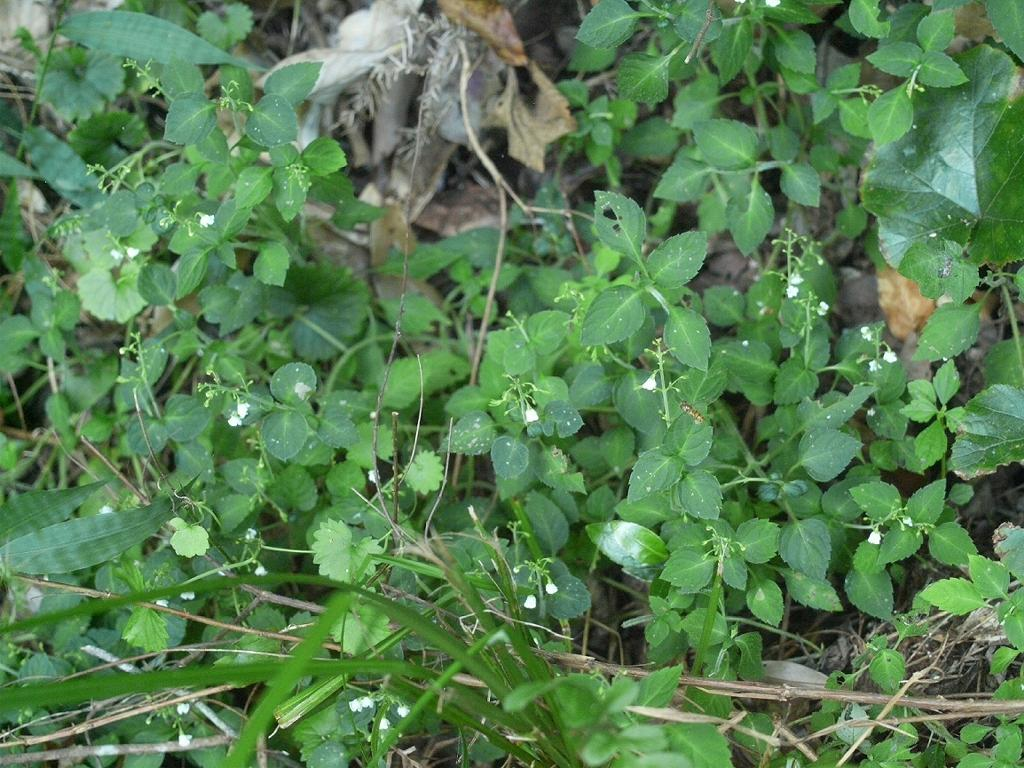
Perillula reptans

Die endständigen, zymösen Blütenstände bestehen meist aus drei, selten auch nur ein oder zwei Blüten und Tragblättern. Die kleinen, zygomorphen Blüten stehen an langen Blütenstielen. Der Kelch ist glockenförmig-trichterförmig, die hinteren Kelchlappen sind breit zugespitzt, die vorderen Kelchlappen sind etwas länger. Die Kelchröhre ist etwas unterhalb des Kelchschlundes ringförmig markiert, zur Fruchtreife ist die Basis leicht gewölbt. Die Krone ist weiß gefärbt und breit glockenförmig mit fünf Kronlappen, die zwei undeutlich ausgeprägte Lippen bilden, versehen. Die Kronröhre ist leicht eingeengt und auf der Innenseite ringförmig markiert.
Die vier Staubblätter treten in zwei Paaren mit unterschiedlicher Länge auf und stehen auseinander geneigt. Das vordere Paar ist etwas länger und steht leicht über die Kronröhre hinaus, das hintere Paar befindet sich vollständig in der Kronröhre. Die Theka der Staubbeutel stehen einzeln und haben nur ein kleines Konnektiv, sie sind mehr oder weniger parallel oder sind nur leicht auseinander geneigt. Der Griffel und die Narbenlappen sind kurz.
Die Klausenfrucht besteht aus vier Teilfrüchten, die breit umgekehrt eiförmig und mit glatter Oberfläche versehen sind.

## Vorkommen
Perillula reptans kommt ausschließlich in Japan vom zentralen und südlichen Japan bis zu den Nansei-Inseln vor und ist dort in Wäldern in der Nähe von Flüssen zu finden.

## Belege
- R. M. Harley et al.: Labiatae. In: K. Kubitzki et al. (Hrsg.): The families and genera of vascular plants. Band VII: Flowering Plants, Dicotyledons, Lamiales (except Acanthaceae, including Avicenniaceae). Springer Verlag, 2004, ISBN 9783540405931.